# Lysmata wurdemanni
Espèce
Lysmata wurdemanni est une crevette très appréciée en aquarium récifal, car elle s'attaque aux anémones de mer du genre Aiptasia.

## Description
Elle peut atteindre 7 centimètres de long, et possède des raies rouge vif sur un corps transparent. Ses œufs sont de couleur verte brillante.